# Gallos de Pelea del Canal 5
El Club Deportivo Gallos de Pelea de Canal 5 es un equipo de fútbol mexicano que actualmente juega en la Tercera división mexicana. Tiene como sede Ciudad Juárez, Chihuahua.

## Historia
El equipo se fundó en el año 2006, empezaría jugando en la llamada Promocional Chihuahua, un proyecto de la Tercera división mexicana en el que sólo jugarían equipos del Estado de Chihuahua, con el objetivo de un futuro ascenso a la tercera división general.
En su primera temporada el Apertura 2006 el equipo quedaría campeón. Así mismo en el Clausura 2007 volvería a llegar a la final ante los Vencedores de Delicias, donde después de un empate en el marcador global a 3-3 (ambos juegos quedaron 2-1), los penales fueron requeridos y el equipo de Ciudad Juárez quedaría campeón por marcador de 7-6.

## Palmarés
- Campeón Promocional de la Tercera división mexicana (2): Apertura 2006, Clausura 2007.